# Nanodea muscosa
Nanodea muscosa är en sandelträdsväxtart som beskrevs av Gaertn. f.. Nanodea muscosa ingår i släktet Nanodea och familjen sandelträdsväxter. Inga underarter finns listade i Catalogue of Life.